# Volejbalový klub Univerzity Palackého v Olomouci
Il Volejbalový klub Univerzity Palackého v Olomouci è una società pallavolistica femminile ceca con sede a Olomouc: milita nel campionato di Extraliga.

## Storia
Il club viene fondato nel 1953, per poi debuttare nella stagione 1966-67 nel massimo campionato cecoslovacco. A seguito della divisione della Repubblica Ceca dalla Slovacchia, la squadra partecipa all'Extraliga ceca, vincendo la prima edizione del campionato: nella stagione 1993-94 e 1994-95 centra il successo sia nella Coppa della Repubblica Ceca che in campionato; nell'annata 1995-96 conquista il suo quarto scudetto di fila. Nella stagione 1996-97 debutta nella Coppa dei Campioni.
Ritorna alla vittoria della coppa nazionale nell'edizione 2016-17, per poi conquistare la Coppa della Repubblica Ceca, la Middle European League e lo scudetto nella stagione 2018-19, seguita, nell'annata successiva, dal quinto successo nella Coppa della Repubblica Ceca. Nella stagione 2021-22 ottiene ancora una volta la vittoria nella coppa nazionale.

## Rosa 2020-2021
| N° | Nome                | Ruolo | Data di nascita   | Nazionalità sportiva |
| -- | ------------------- | ----- | ----------------- | -------------------- |
| 1  | Olivia Kofie        | C     | 19 luglio 1996    | Stati Uniti          |
| 2  | Martina Michalíková | S     | 18 dicembre 1993  | Rep. Ceca            |
| 3  | Ema Kneiflová       | C     | 22 giugno 2002    | Rep. Ceca            |
| 3  | Veronika Mědílková  | C     | 23 settembre 2002 | Rep. Ceca            |
| 4  | Alexandra Keková    | S     | 12 agosto 2004    | Rep. Ceca            |
| 5  | Michaela Madsen     | C     | 28 dicembre 1993  | Finlandia            |
| 6  | Radka Hendrichová   | C     | 22 agosto 2002    | Rep. Ceca            |
| 6  | Katarina Pilepić    | O     | 14 luglio 1994    | Croazia              |
| 7  | Michaela Ambrožová  | S     | 11 gennaio 2001   | Rep. Ceca            |
| 8  | Adriani Kamidinová  | C     | 5 aprile 2003     | Rep. Ceca            |
| 9  | Lucie Nová          | S     | 3 maggio 1996     | Rep. Ceca            |
| 10 | Nikola Stümpelová   | C     | 21 marzo 1994     | Slovacchia           |
| 11 | Denisa Kulová       | L     | 27 gennaio 1999   | Rep. Ceca            |
| 12 | Katrina Zilberman   | L     | 4 luglio 1997     | Israele              |
| 13 | Sandra Bělohoubková | O     | 13 febbraio 2002  | Rep. Ceca            |
| 14 | Bára Abendroth      | P     | 16 marzo 2004     | Rep. Ceca            |
| 15 | Kateřina Valková    | P     | 2 giugno 1996     | Rep. Ceca            |
| 16 | María Schlegel      | S     | 29 agosto 1993    | Spagna               |
| 17 | Klára Melicherová   | S     | 7 marzo 2003      | Rep. Ceca            |
| 18 | Jovana Gogić        | P     | 31 marzo 1993     | Serbia               |
| -  | Karina Lazárková    | O     | 15 febbraio 2004  | Rep. Ceca            |
| -  | Nicole Šmídová      | P     | 20 marzo 1999     | Rep. Ceca            |

## Palmarès
- Campionato ceco: 5

1992-93, 1993-94, 1994-95, 1995-96, 2018-19
- Coppa della Repubblica Ceca: 6

1993-94, 1994-95, 2016-17, 2018-19, 2019-20, 2020-21
- Middle European League: 1

2018-19